# Tchornobaïvka
Tchernobaïevka
Tchornobaïvka (en ukrainien : Чорнобаївка) Tchernobaïevka (en russe : Чернобаевка) est une commune du raïon de Kherson et de l'oblast de Kherson.

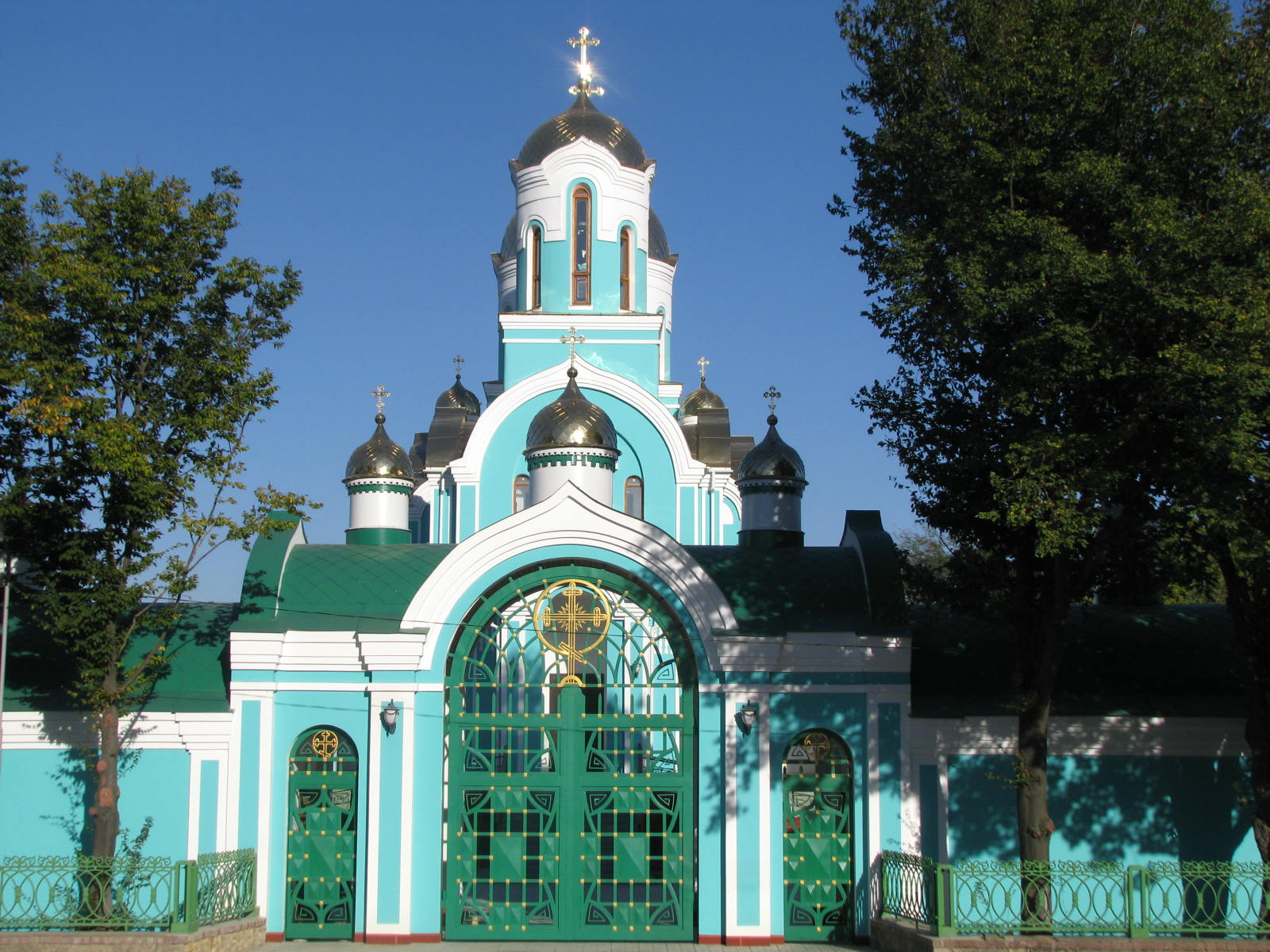
Église Notre-Dame-de-Kazan.

## Historique
Tchornobaïvka, qui est l'un des villages les plus peuplés d'Ukraine, a été fondé dans les années 1780. Le village actuel est formé en 1923 par la fusion des villages de Tchornobaïvka et Houssakivka.
Lors de l'invasion de l'Ukraine par la Russie en 2022, Tchornobaïvka gagne en notoriété parce que les troupes russes y ont stationné six fois du matériel militaire, qui a été détruit à plusieurs reprises par les forces ukrainiennes. Le président Volodymyr Zelensky a déclaré que le nom du village entrerait dans l'histoire militaire. Le 11 novembre 2022, des photographies publiées sur les réseaux sociaux prouvent l'entrée des Forces armées ukrainiennes dans le village dans le contexte des retraits des Forces armées russes de la rive droite du Dniepr annoncé par le Ministre de la Défense Russe Sergueï Choïgou deux jours plus tôt.

## Géographie
Tchornobaïvka est le centre administratif du Selsoviet du même nom, grand de 48,6 km2, dans le raïon de Bilozerka, qui comprend également le village de Krouty Iar avec environ 200 habitants.
Le village est situé à l'ouest du village de Stepanivka, qui fait partie de la ville de Kherson, et à l'est de l'aéroport international de Kherson sur les rives de la Virovtchyna, un affluent de la Kochova.
Tchornobaïvka a une gare sur la ligne de chemin de fer entre Kherson et Mykolaïv. La route nationale M14 traverse le village. Le centre du district Bilozerka est à 17 km au sud-ouest de Tchornobaïvka.